# 揚·菲格爾
揚·菲格爾（1960年1月20日—）是斯洛伐克的一位政治家，所屬政黨是基督教民主運動。在2004年至2009年期間，他曾經擔任歐盟委員會的教育、培訓和文化專員。自2010年7月開始，他擔任斯洛伐克副總理兼交通部長。菲格爾已經結婚並有四個孩子。